# Den stora oljeruschen
Den stora oljeruschen är en amerikansk westernfilm från 1943 i regi av Albert S. Rogell. Filmen kom att nomineras till Oscars i kategorierna bästa musik och bästa ljud. I filmen gjorde skådespelaren Rhonda Fleming debut i en statistroll som dansflicka.

## Om filmen
Den stora oljeruschen har visats i SVT, bland annat i juli 2020.

## Rollista
- John Wayne – Daniel F. Somers
- Martha Scott – Catherine Elizabeth Allen
- Albert Dekker – Jim 'Hunk' Gardner
- Gabby Hayes – Despirit Dean
- Marjorie Rambeau – Bessie Baxter
- Dale Evans – Cuddles
- Grant Withers – Richardson
- Sidney Blackmer – Teddy Roosevelt
- Paul Fix – Cherokee Kid
- Cecil Cunningham – Mrs. Ames
- Irving Bacon – Ben
- Byron Foulger – Wilkins